# 他不是我
《他不是我》，為泰國GMM 25與AIS Play於2021年12月12日起播出的懸疑愛情電視劇，由Off及Gun主演。
此劇由GMMTV製作，在2020年12月GMMTV的「The New Decade Begins」活動上公開先導預告片。其後，此劇於2021年12月在GMM 25電視台及AIS Play首播，2022年3月終映。

## 劇情簡介
Black和White是一對有著心電感應的雙胞胎兄弟，他們的父母分居後，爸爸將White帶離泰國，兩兄弟自此分開長大。十五年後，White已長大成人，並回到了泰國。
有一天，White感到一種像死亡般的痛苦，雖然他在醫院休養後痊癒，但醫生都無法確定病因。然後，他接到了兒時好友Todd的電話。Todd告訴他哥哥Black在一次襲擊後，便處於昏迷狀態。之後，White得知Black是摩托車黑幫的成員。他無法默默忍受傷害哥哥的人，懷疑是Black其中一個密友——Sean、Gram或Yok——背叛了他。他決定偽裝成哥哥，混入組裡以找出誰是叛徒。

## 演員陣容
註：括號內的演員姓名為小名。

### 主要人物
- 阿塔潘·葐沙瓦（Gun）飾演 Black

White的雙胞胎哥哥，他們有著奇怪的心靈感應，當一個人受到傷害時，另一個人也會感到痛苦。然而，隨著時間及距離的流逝，曾經相連的痛楚也漸漸消退。之後，Black成為一個了不在乎生活的摩托車幫派成員，跟他母親的關係也不好，甚至斷絕了母子關係。
- 阿塔潘·葐沙瓦（Gun）飾演 White

Black的雙胞胎弟弟，Todd的朋友。他自幼被爸爸帶到俄羅斯生活，在15年後返回泰國後，得知哥哥昏迷的噩耗。此後，他偽裝成哥哥進入幫派，找尋事件的真相，卻發現裡頭的所有人都討厭哥哥。後來和Sean發展成戀人關係。
- 鐘朋·阿盧迪吉朋（Off）飾演 Sean

摩托車黑幫成員。他認為Black並不信任組裡的人，因此並不喜歡他。在偽裝成Black的White來了以後，他發現以往從不關心他人感受的Black變了，跟過去的他完全相反。他對「新的Black」有了好感，而這令他感到惱火。

### 其他人物
- 塔納查·威吉翁通（英语：Tanutchai Wijitwongthong）（Mond）飾演 Gram

摩托車黑幫成員，挑染銀髮，喜歡Eugene
- 卡納潘·佩澤坤（First）飾演 Yok

摩托車黑幫成員，就讀應用美術系。
- 哈里·奇瓦加隆（Sing）飾演 Todd

Black、White的朋友，似乎是個富二代，是Tawi的手下，打傷Black的人
- 普洛姆皮亞·通普塔拉克（Papang）飾演 Gumpha

車庫的主人，幫派們經常在這裡集合。
- 拉查楠·玛哈菀（Film）飾演 Eugene

Black的前女友。
- 帕茜迪·佩苏缇（Lookjun）飾演 Namo

Sean的曖昧對象，常參與街頭塗鴉。

## 劇集原聲帶
| 歌名                   | 歌手                           | 來源  |
| ---------------------- | ------------------------------ | ----- |
| Not Me                 | 塔納他·柴亞特                  | [ 7 ] |
| เข้าข้างตัวเอง（MY SIDE） | 鐘朋·阿盧迪吉朋、阿塔潘·葐沙瓦 | [ 8 ] |

## 劇集迴響
关注度方面，#NotMeSeriesEP1的推特话题标签在泰国、越南、菲律宾登上趨勢榜首。

### 泰國電視收視率
- 收視最低的集數以藍色表示，收視最高的集數以紅色表示，而空格則表示該集的收視沒有相關數據。

| 集數 No.   | 播放日期       | 播放時段 (UTC+07:00) | 平均收視率 | 來源   |
| ---------- | -------------- | -------------------- | ---------- | ------ |
| 1          | 2021年12月12日 | 星期日 20:30         | 0.143      | [ 11 ] |
| 2          | 2021年12月19日 | 星期日 20:30         | 0.092      | [ 12 ] |
| 3          | 2021年12月26日 | 星期日 20:30         | 0.101      | [ 13 ] |
| 4          | 2022年1月9日   | 星期日 20:30         | 0.2        |        |
| 5          | 2022年1月16日  | 星期日 20:30         | 0.2        |        |
| 6          | 2022年1月23日  | 星期日 20:30         | 0.102      | [ 14 ] |
| 7          | 2022年1月30日  | 星期日 20:30         | 0.150      | [ 15 ] |
| 8          | 2022年2月6日   | 星期日 20:30         | 0.065      | [ 16 ] |
| 9          | 2022年2月13日  | 星期日 20:30         | 0.088      | [ 17 ] |
| 10         | 2022年2月20日  | 星期日 20:30         | 0.147      | [ 18 ] |
| 11         | 2022年2月27日  | 星期日 20:30         | 0.052      | [ 19 ] |
| 12         | 2022年3月6日   | 星期日 20:30         | 0.167      | [ 20 ] |
| 13         | 2022年3月13日  | 星期日 20:30         | 0.162      | [ 21 ] |
| 14         | 2022年3月20日  | 星期日 20:30         | 0.098      | [ 22 ] |
| 平均收視率 | 平均收視率     | 平均收視率           | 0.126      | 1      |

^1  基於每集的平均觀眾份額。

## 外部連結
- GMM25 官方網站 （页面存档备份，存于）（泰文）
- GMMTV 官方網站（泰文）
- YouTube上的《他不是我》播放列表
- MyDramaList 劇集介紹及劇評 （页面存档备份，存于）（英文）
- 豆瓣电影上《他不是我》的資料 （简体中文）